# NGC 4608
NGC 4608 est une galaxie lenticulaire située dans la constellation de la Vierge. Sa vitesse par rapport au fond diffus cosmologique est de 2 177 ± 23 km/s, ce qui correspond à une distance de Hubble de 32,12 ± 2,27 Mpc (∼105 millions d'al). NGC 4608 a été découverte par l'astronome germano-britannique William Herschel en 1784.
NGC 4608 a été utilisée par Gérard de Vaucouleurs comme une galaxie de type morphologique SB(r)0/a dans son atlas des galaxies.

## Distance de NGC 4608
À ce jour, sept mesures non basées sur le décalage vers le rouge (redshift) donnent une distance de 16,029 ± 3,284 Mpc (∼52,3 millions d'al), ce qui est loin à l'extérieur des valeurs de la distance de Hubble.
Cette galaxie, comme plusieurs de l'amas de la Vierge, est relativement rapprochée du Groupe local et on obtient souvent une distance de Hubble très différente en raison de leur mouvement propre dans le groupe où dans l'amas où elles sont situées. La distance de 16,029 Mpc est sans doute plus près de la réalité. Selon ces deux mesures, NGC 4608 se dirige vers le centre de l'amas en direction opposée à la Voie lactée. Notons que c'est avec la valeur moyenne des mesures indépendantes, lorsqu'elles existent, que la base de données NASA/IPAC calcule le diamètre d'une galaxie.

## NGC 4608, une galaxie sans disque
La barre de NGC 4608 est très bien définie. Entourant cette barre, il y a un anneau interne avec une mince bordure intérieure. À l'extérieur de l'anneau interne se trouve un anneau de faible brillance de surface que l'on distingue à peine et qui renferme de faibles caractéristiques spirales.
On considère que le disque de NGC 4608 n'existe pratiquement pas. Selon une hypothèse, la barre de cette galaxie s'est formée sans disque. Une autre hypothèse suggère qu'une petite barre s'est d'abord formée et qu'elle a fait perdre au disque son moment angulaire causant ainsi la chute de la matière de celui-ci vers le bulbe de la galaxie. La barre a alors été entourée d'un halo sans disque ou avec un très petit disque. NGC 5701 est une autre galaxie lenticulaire barrée qui semble dépourvue de disque.

## Groupe de M60 et l'amas de la Vierge
NGC 4608 apparait dans une liste de 227 galaxies d'un article publié par Abraham Mahtessian. Cette liste comporte plus de 200 galaxies du New General Catalogue et une quinzaine de galaxies de l'Index Catalogue. On retrouve dans cette liste 11 galaxies du Catalogue de Messier, soit M49, M58, M60, M61, M84, M85, M87, M88, M91, M99 et M100.
Toutes les galaxies de la liste de Mahtessian ne constituent pas réellement un groupe de galaxies. Ce sont plutôt plusieurs groupes de galaxies qui font tous partie d'un amas galactique, l'amas de la Vierge. Pour éviter la confusion avec l'amas de la Vierge, on peut donner le nom de groupe de M60 à cet ensemble de galaxies, car c'est l'une des plus brillantes de la liste. L'amas de la Vierge est en effet beaucoup plus vaste et compterait environ 1300 galaxies, et possiblement plus de 2000, situées au cœur du superamas de la Vierge, dont fait partie le Groupe local,.
De nombreuses galaxies de la liste de Mahtessian se retrouvent dans onze groupes décrits dans un article d'A.M. Garcia, soit le groupe de NGC 4123 (7 galaxies), le groupe de NGC 4261 (13 galaxies), le groupe de NGC 4235 (29 galaxies), le groupe de M88 (13 galaxies, M88 = NGC 4501), le groupe de NGC 4461 (9 galaxies), le groupe de M61 (32 galaxies, M61 = NGC 4303), le groupe de NGC 4442 (13 galaxies), le groupe de M87 (96 galaxies, M87 = NGC 4486), le groupe de M49 (127 galaxies, M49 = NGC 4472), le groupe de NGC 4535 (14 galaxies) et le groupe de NGC 4753 (15 galaxies). Ces onze groupes font partie de l'amas de la Vierge et ils renferment 396 galaxies. Certaines galaxies de la liste de Mahtessian ne figurent cependant dans aucun des groupes de Garcia et vice versa.